# Thomas Danne

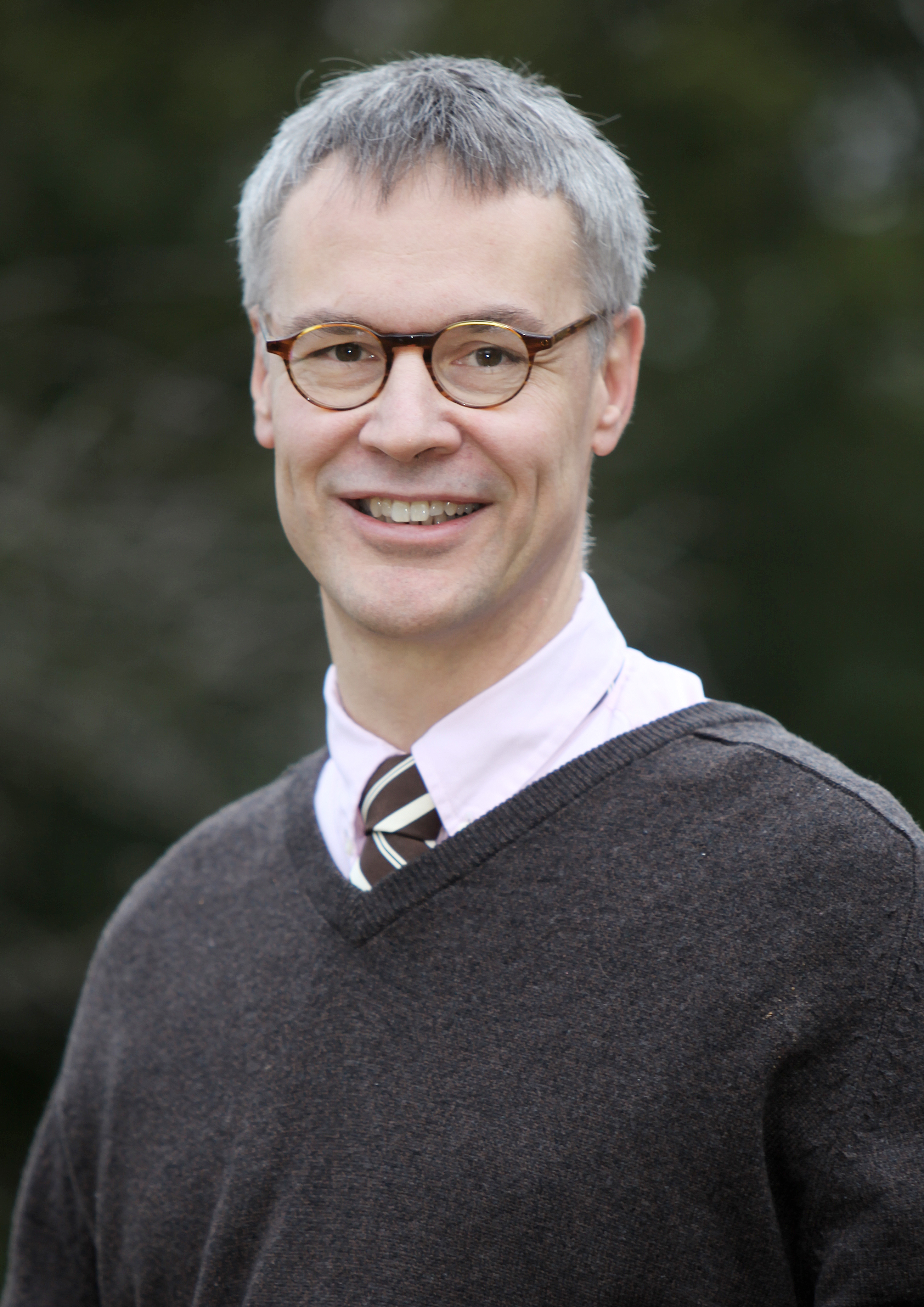
Thomas Danne, 2011

Thomas Paul Arthur Danne (* 19. Februar 1959 in Berlin) ist ein deutscher Kinderarzt und Professor für Kinder- und Jugendmedizin.

## Werdegang
Thomas Danne hat an der John-F.-Kennedy-Schule in Berlin sowohl das deutsche Abitur wie auch das US-amerikanische High School Diploma abgelegt. Als Bewohner West-Berlins musste er keinen Wehrdienst leisten und konnte so ab  1977  an der Freien Universität Berlin Medizin studieren. Er promovierte 1985 über den Vergleich einer Erstbehandlung des Diabetes mellitus im Kindesalter mit Humaninsulin gegenüber hochgereinigtem Schweineinsulin.
Nach dem Studium begann er eine Weiterbildung zum Kinderarzt am Kaiserin-Augusta-Hospital in Berlin.
Von 1988 bis 1991 hat er im Joslin Diabetes Center in Boston als Research Fellow im Elliot P. Joslin Labor gearbeitet. 1996 habilitierte er und erwarb die Venia Legendi der Charité, an der er anschließend als Oberarzt die pädiatrische Diabetologie leitete.
Von 2001 bis 2024 war er Chefarzt für Diabetologie, Endokrinologie und Allgemeine Pädiatrie und klinische Forschung am Kinderkrankenhaus auf der Bult in Hannover – als Nachfolger von Peter Hürter, außerdem außerplanmäßiger Professor für Kinder- und Jugendmedizin der Medizinischen Hochschule Hannover.
Seit April 2024 ist er bei der JDRF als „Chief Medical Officer, International“ im Board of Directors tätig.
Thomas Danne hat vier Kinder.

## Wirken
Danne ist Erst- und Mitautor  wissenschaftlicher Arbeiten, die meisten davon im Bereich der Kinderdiabetologie. Seine Forschungsschwerpunkte sind die Weiterentwicklung der technischen Behandlungsmöglichkeiten des Diabetes bei Kindern und Jugendlichen, außerdem die Weiterentwicklung von Insulinen und neuen Medikamenten zur Behandlung des Typ1-Diabetes wie SGLT-Inibitoren sowie die Versorgungsforschung.

## Ämter
- 2003–2007 Sprecher der Arbeitsgemeinschaft pädiatrische Diabetologie in Deutschland (AGPD)
- 2008–2024 Vorsitzender des internationalen Sweet Project[4]
- 2009–2011 Präsident der Deutschen Diabetes Gesellschaft (DDG)
- 2009–2017 Gründungsvorsitzender von DiabetesDE
- 2009–2010 Präsident der International Society for Pediatric and Adolescent Diabetes (ISPAD)
- Chefredakteur des Diabetes Eltern Journals von Gründung bis Einstellung 2024

## Auszeichnungen
- 2014 Hagedorn-Preis der Deutschen Diabetes Gesellschaft (gemeinsam mit Olga Kordonouri)
- 2016 ISPAD-Prize for Innovation (Sweet Project)
- 2017 Lifetime Achievement Award der International Diabetes Federation
- 2017 Helmut-Otto-Medaille der Deutschen Diabetes Gesellschaft
- 2018 Ehrenmitgliedschaft der ungarischen Diabetesgesellschaft
- 2021 ISPAD-Prize for Achievement[5]